# لوائح اتهام دونالد ترمب
في عام 2023، تم توجيه أربع لوائح اتهام جنائية ضد دونالد ترمب، الرئيس السابق للولايات المتحدة من عام 2017 إلى عام 2021 والرئيس المنتخب الحالي اعتبارًا من عام 2024. هناك اتهامان متعلقان بتهم على مستوى الولاية (واحدة في نيويورك وأخرى في جورجيا) ولائحتا اتهام (بالإضافة إلى لائحة اتهام إضافية) متعلقة بتهم فيدرالية (واحدة في فلوريدا وأخرى في مقاطعة كولومبيا).
كانت محاكمة نيويورك في أبريل 2024، والتي استمرت ستّ أسابيع، هي الوحيدة التي أدين بها ترمب قبل فوزه بالرئاسة في انتخابات 2024، وأدين فيها ترمب في جميع التهم الـ 34، ومن المقرر النطق بالحكم في 26 نوفمبر.
دفع ترمب ببراءته من جميع التهم الموجهة إليه. ولم تؤدي الاتهامات أو أي إدانات ناتجة عنها إلى استبعاده من الترشح للرئاسة في عام 2024. تناولت المحكمة العليا بشكل منفصل أهلية ترمب للترشح، وأبطلت جميع حالات الاستبعاد التي قامت بها الولايات الفردية. في الأول من يوليو 2024، قضت المحكمة بأغلبية ستة أصوات مقابل ثلاثة، بأن ترمب يتمتع بالحصانة عن الأفعال التي ارتكبها بصفته رئيسًا والتي تعتبر أفعالًا رسمية، بينما قضت أيضًا بأنه لا يتمتع بالحصانة عن الأفعال غير الرسمية. في 6 نوفمبر، فاز ترمب بانتخابات 2024، وبصفته رئيسًا منتخبًا، بعد تنصيبه، ستمنع سياسة وزارة العدل مقاضاته، وقد صرح ترمب سابقًا أنه سيطرد المدعي جاك سميث.

## قائمة لوائح الاتهام
| توجيه الاتهام | المحكمة                          | عدد التهم | الموضوع                                  | القاضي            | المدعي      | المحاكمة                | القرار النهائي             | الحكم       |
| ------------- | -------------------------------- | --------- | ---------------------------------------- | ----------------- | ----------- | ----------------------- | -------------------------- | ----------- |
| 30 مارس 2023  | المحكمة العليا في نيويورك ‏       | 34        | تزوير سجلات تجارية                       | خوان ميرشان ‏      | ألفين براج ‏ | 15 أبريل - 30 مايو 2024 | مذنب (34 تهمة)             | جارٍ التحديد |
| 8 يونيو 2023  | المحكمة الجزئية لجنوب فلوريدا ‏   | 40        | التعامل مع الوثائق السرية                | آيلين كانون ‏      | جاك سميث ‏   | /                       | رفضت الدعوى، الاستئناف جارٍ | /           |
| 1 أغسطس 2023  | المحكمة الجزئية لمقاطعة كولومبيا | 4         | محاولة قلب نتائج انتخابات 2020           | تانيا س. تشوتكان ‏ | جاك سميث    | جارٍ التحديد             | جارٍ التحديد                | جارٍ التحديد |
| 14 أغسطس 2023 | محكمة بلدية فولتون العليا ‏       | 8         | محاولة قلب نتائج امنخابات 2020 في جورجيا | سكوت مكافي ‏       | فاني ويليس ‏ | جارٍ التحديد             | جارٍ التحديد                | جارٍ التحديد |

## لائحة الاتهام في نيويورك (مارس 2023)

### لمحة عامة

#### ستورمي دانييلز
في يوليو 2006، التقت ستيفاني كليفورد، ممثلة الأفلام الإباحية المعروفة مهنيًا باسم "ستورمي دانييلز"، بدونالد ترمب في بطولة جولف للمشاهير في نيفادا. في ذلك الوقت، كان ترمب مضيفًا لبرنامج ذا أبرينتايس وكان متزوجًا من ميلانيا ترمب. وفقًا لدانييلز، دعاها ترمب إلى شقته الفاخرة في ستيتلاين، نيفادا. حيث مارس الاثنان الجنس وتحدثا عن إشراكها في برنامج ذا أبرينتايس. في عام 2011، فكرت دانييلز في البوح بالقصة لغرض الحصول على المال لمجلة أخبار المشاهير "لايف آند ستايل" مقابل 15 ألف دولار، وذلك عندما بدأ ترمب في بحث ترشحه المحتمل للرئاسة. وقد هدد محاميه مايكل كوهين بمقاضاة مجلة "لايف آند ستايل" عندما طلبت من منظمة ترمب التعليق. وقامت جينا رودريجيز ‏، وكيلة أعمال دانييلز، بتسريب القصة إلى مدونة الشائعات "ذا ديرتي" في أكتوبر. تم حذف المنشور بعد شكاوى من محامي ترمب، وشككت دانييلز في صحة القصة. واعترف كوهين خلال شهادته أمام المحكمة في مايو 2024 بأنه نصح بإزالة القصة.
مع بدء الحملة الرئاسية لترمب في عام 2016، اقتربت رودريجيز من العديد من الصحف والمجلات - بما في ذلك مجلة ناشيونال إنكوايرر ‏ - وحاولت بيع القصة. في أعقاب نشر بعد تسجيل مثير للجدل بين ترمب ومذيع برنامج أكسيس هوليوود بيلي بوش، سعت "ناشيونال إنكوايرر" إلى دفن القصة. وبدلاً من دفع الأموال لدانييلز، قام رئيس تحرير المجلة ديلان هوارد ‏ بالتفاوض على اتفاقية عدم إفصاح بقيمة 130 ألف دولار بين دانييلز ومايكل كوهين. حاول كوهين العثور على المال مع اقتراب الانتخابات وأخر دفعها. ألغى كيث ديفيدسون ‏، محامي دانييلز، الصفقة في أكتوبر 2016.
في النهاية، قام كوهين بسحب المال وأرسلها عبر شركة وهمية مسجلة في ولاية ديلاوير. ونفى ترمب في البداية معرفته بالشيك المرسل لدانييلز. في أبريل 2018، على متن الطائرة الرئاسية، قال لمراسل إنه لا يعرف من أين حصل كوهين على المال. ووصف جلين كيسلر من صحيفة واشنطن بوست هذا البيان بأنه كذبة، حيث قام ترمب شخصيًا بسداد المبلغ لكوهين. كما نفى رودي جولياني، محامي ترمب، ادعاءات ترمب في مقابلة مع قناة فوكس نيوز، قائلاً إن ترمب كان على علم بالمدفوعات. كتب ترمب عدة شيكات بقيمة إجمالية بلغت 420 ألف دولار إلى كوهين. وقد سددت الشيكات له قيمة اتفاقية عدم الإفصاح وغطت تكاليف كوهين للتلاعب باستطلاعات الرأي عبر الإنترنت لتعزيز مكانة ترمب. تم مضاعفة مبلغ 180 ألف دولار المدفوع لكوهين لتعويض الضرائب، وتمت إضافة مبلغ 60 ألف دولار. تم دفع هذه المدفوعات طوال عام 2017، خلال العام الأول من رئاسة ترمب. وقد تم إعلان المدفوعات المقدمة إلى كوهين باعتبارها نفقات قانونية. توجد تسعة شيكات شهرية من ترمب إلى كوهين، مؤرخة من أبريل إلى ديسمبر 2017، كدليل. في يناير 2018، نشرت صحيفة وول ستريت جورنال تقريرًا عن الدفع الذي قدمه كوهين لدانييلز. وقد أقر كوهين بالذنب في ثماني تهم جنائية تتعلق بالدفع - بالإضافة إلى دفعة أخرى تم دفعها لكارين ماكدوجال - في أغسطس. في اعترافه بالذنب، صرح كوهين بأنه تصرف "بتوجيهات من مرشح لمنصب فيدرالي"، مما يدل على تورط ترمب. في ديسمبر 2018، حُكم على كوهين بالسجن لمدة ثلاث سنوات.

#### تحقيقات مكتب المدعي العام في مانهاتن وهيئة المحلفين الكبرى
بعد اعتراف كوهين بالذنب في أغسطس 2018، فتح المدعي العام لمانهاتن سيراس فانس جونيور تحقيقًا ضد منظمة ترمب واثنين من مديريها التنفيذيين. أوقف المكتب تحقيقه عندما بدأ مكتب المدعي العام الفيدرالي الأمريكي للمنطقة الجنوبية في نيويورك تحقيقًا منفصلاً في المدفوعات، لكن التحقيق الفيدرالي انتهى دون توجيه اتهامات في يوليو 2019.
ثم أصدر مكتب المدعي العام في مانهاتن استدعاءً لمنظمة ترمب في أغسطس، سعياً للحصول على مستندات تتعلق بالمدفوعات. بالإضافة إلى ذلك، استدعى المكتب شركة محاسبة، مطالبًا بتقديم إقرارات ضريبية عن شركات ترمب لمدة ثماني سنوات. رفع محامو ترمب دعوى قضائية ضد فانس لمنع الاستدعاء، مشيرين إلى حصانة ترمب من التحقيقات الجنائية بصفته رئيسًا للولايات المتحدة. في قضية ترامب ضد فانس ‏، حكمت المحكمة العليا الأمريكية بأغلبية 7-2 لصالح فانس، مما يسمح بإتمام الاستدعاء.
بعد انتخابات المدعي العام لمقاطعة نيويورك لعام 2021، خلفَ ألفين براج ‏ فانس في منصب المدعي العام لمانهاتن. في أوائل عام 2021، سعى مارك بوميرانتز ‏، المدعي العام في مانهاتن، إلى إحياء القضية بموجب النظرية التي مفادها أنه إذا كانت دانييلز قد ابتزت ترمب؛ فإن الأموال ستكون عائدات إجرامية، وأن الجهود المبذولة لإخفاء مصدرها ستشكل غسيل أموال. وبعد مزيد من الفحص، وجد بوميرانتز أن قانون غسيل الأموال لن ينطبق، وكان زملاؤه متشككين في إمكانية تصنيف المال مقابل الصمت على أنه ابتزاز. في غياب أي سبيل لتوجيه اتهامات جنائية، تخلى بوميرانتز عن التحقيق ثم استقال في فبراير 2022. في يناير 2023، شكل مكتب المدعي العام في مانهاتن هيئة محلفين كبرى، وبدأ في تقديم أدلة على دور ترمب في دفع أموال ستورمي دانييلز. التقى كوهين بمكتب المدعي العام وهيئة المحلفين الكبرى، وبحلول 3 مارس، التقى كوهين بمكتب المدعي العام 18 مرة وسلّم واتفه المحمولة للمكتب الذي أراد أدلة على الاتصالات؛ بما في ذلك التسجيلات الصوتية لمحامي دانييلز السابق كيث ديفيدسون ‏. التقى العديد من الشهود الآخرين بمكتب المدعي العام وهيئة المحلفين الكبرى في مارس 2023، بما في ذلك كيليان كونواي، هوب هيكس، وموظفان في منظمة ترمب، واثنان من المديرين التنفيذيين السابقين في مجلة "ناشيونال إنكوايرر" الذين ساعدوا في التوسط في صفقة المال، ومحامي دانييلز، دانييلز نفسها، المحامي المؤيد لترمب روبرت كوستيلو (الذي قدم شهادة، بما في ذلك رسائل البريد الإلكتروني، والتي حاول فيها تشويه سمعة كوهين)، والناشر السابق في "ناشيونال إنكوايرر" ديفيد بيكر ‏. في بدايات شهر فبراير، أكد المدعون العامون أنهم قد يستعملوا اتهامات إضافية، بما في ذلك احتيال التأمين، ضد ألين فايسلبيرج ‏ للضغط عليه للشهادة ضد ترمب، وفي مايو، ذكرت صحيفة نيويورك تايمز أنهم كانوا يفكرون في توجيه اتهامات الحنث باليمين ضده.
في مارس 2023، أشار مكتب المدعي العام ألفين براج ‏ إلى احتمالية توجيه لائحة اتهام. بحلول 9 مارس 2023، عرض المدعون العامون على ترمب فرصة الإدلاء بشهادته أمام هيئة المحلفين الكبرى في الأسبوع التالي، مما يشير إلى أنهم كانوا على الأرجح يستعدون لتوجيه الاتهام إليه. في ذلك الوقت تقريبًا، بدأ ترمب والمتحدث باسمه في الإشارة إلى إن إجراءات المدعي العام تعد ابتزازًا. في 10 مارس 2023، طلب محامي ترمب جو تاكوبينا ‏ من إدارة التحقيقات في مدينة نيويورك ‏ مراجعة التحقيق الجنائي، مؤكدًا أنه "تم تسليحه". في 13 مارس، أعلن تاكوبينا أن ترمب لن يشهد. وفي وقت مبكر من صباح اليوم التالي، ذكرت صحيفة الجارديان أن محامي ترمب جادلوا أمام المدعي العام بأن ترمب لا ينبغي أن يُتهم على أساس أن الدفع لم يتم من أموال الحملة وكان من المقرر أن يتم بغض النظر عن ترشيحه.
في أواخر مارس 2023، كانت هناك تقارير حول فشل دانييلز في التواصل في عام 2018 مع تاكوبينا بشأن تمثيلها المحتمل في الفضيحة، والتي قد يتحرك المدعي العام من أجلها لاستبعاد المحامية بسبب امتياز المحامي-العميل ‏ ولأنها كشفت معلومات سرية لشركته. بالإضافة إلى ذلك، ظهر من جديد أنه في عام 2018، وصف تاكوبينا دفع المال مقابل الصمت بأنه "اتفاق غير قانوني" و"احتيال" و"مشكلة محتملة في تمويل الحملة". في 18 مارس 2023، ادعى ترمب على منصته للتواصل الاجتماعي، تروث سوشيال، أنه سيتم القبض عليه في 21 مارس وأن الإجراءات كانت تضليلًا مدعومًا من الرئيس جو بايدن، داعيًا إلى الاحتجاجات تحسبًا لاتهام محتمل. استعدت وكالات إنفاذ القانون والأمن لردود الفعل المحتملة على لائحة الاتهام الموجهة إلى ترمب في ذلك الأسبوع، وخاصة في مناطق محكمة مانهاتن الجنائية وبرج ترمب، بما في ذلك من خلال مراقبة التهديدات عبر الإنترنت. بدأت شرطة مدينة نيويورك في زيادة الإجراءات الأمنية استعدادًا لتوجيه الاتهام المتوقع في 21 مارس، ومرة أخرى للاتهام المتوقع الثاني في 30 مارس. وضعت حواجز معدنية حول برج ترمب ومبنى المحكمة الجنائية بالمنطقة. في 24 مارس، أشار ترمب، مستشهدًا بترشحه للرئاسة، إلى أن "الموت والدمار المحتمل" قد ينتج عن التهمة الكاذبة المزعومة التي وجهها براج. وقد وصف ترمب التحقيق بأنه "مطاردة ساحرات"، مدعيًا وجود اضطهاد سياسي. أشار أنصار ترمب إلى القضية باعتبارها "عملية اختراق سياسية". وقد وصفت وسائل الإعلام المحاكمة والمسرحيات السياسية المصاحبة لها بأنها "سيرك". بسبب إحياء التحقيقات المتعددة، اكتسبت القضية لقب "قضية الزومبي".

### الإجراءات الأولية
صوتت هيئة المحلفين الكبرى في مانهاتن على توجيه الاتهام إلى ترمب في 30 مارس 2023. قُدمت لائحة الاتهام إلى المحكمة العليا في نيويورك ‏، وهي محكمة الدرجة الأولى للجرائم الجنائية في ولاية نيويورك وليست محكمة الاستئناف النهائية للولاية، في نفس اليوم. ظلت التهم سرية حتى نشرها عندما تم توجيه الاستدعاء لترمب.
وجهت لائحة الاتهام إلى ترمب 34 تهمة جنائية تتعلق بتزوير السجلات التجارية من الدرجة الأولى، في انتهاك لقانون العقوبات في نيويورك ‏. ترتبط كل تهمة بمستند تجاري معين، ولكلٍ منها تاريخ يتراوح من 14 فبراير إلى 5 ديسمبر 2017:
- 11 للفواتير من مايكل كوهين
- 9 لإدخالات الدفتر العام لترمب
- 9 للشيكات الصادرة من ترمب
- 3 لإدخالات الدفتر العام لصندوق توكيل ترمب
- 2 للشيكات من صندوق توكيل ترمب

وتتعلق الوثائق المزورة المزعومة بدفع ترمب أموالاً إلى ستورمي دانييلز مقابل إسكاتها. وقد أُدرجت المدفوعات في السجلات التجارية باعتبارها نفقات قانونية مستحقة الدفع لمايكل كوهين، في حين تزعم لائحة الاتهام أنها كانت في الواقع لسداد كوهين للدفعة السابقة غير المشروعة المزعومة لدانييلز.
يعدّ تزوير السجلات التجارية من الدرجة الأولى جريمة جنائية بموجب قانون ولاية نيويورك الذي يتطلب أن "تتضمن نية الاحتيال نية ارتكاب جريمة أخرى أو المساعدة في ارتكابها أو إخفاء ارتكابها". وهذا على النقيض من تزوير السجلات التجارية من الدرجة الثانية، وهي جنحة لا يشترط فيها ذلك.
في الملفات اللاحقة، أدرج براج (ولكنه لم يوجه اتهامات حتى الآن) ثلاثة أنواع عامة من الجرائم التي يُزعم أن ترمب كان ينوي ارتكابها: انتهاك حدود التمويل الفيدرالي للحملات الانتخابية، وانتهاك قوانين الانتخابات بالولاية من خلال التأثير بشكل غير قانوني على انتخابات عام 2016، وانتهاك قوانين الضرائب بالولاية فيما يتعلق بالسداد. كان بإمكان ترمب أن يتحرك للسماح لهيئة المحلفين بإدانة المتهمين بتهم الجنحة باعتبارها أقل درجة، لكنه لم يفعل ذلك.
كل تهمة أدين بها ترمب قد تؤدي إلى حكم بالسجن لمدة تصل إلى أربع سنوات، يتم تنفيذها على التوالي، مع أقصى عقوبة تصل إلى 20 عامًا. ويجوز له أن يتولى الرئاسة حتى لو كان في السجن. ويجوز للقاضي أيضًا أن يختار عدم فرض عقوبة السجن.
ولم تمنع الإدانة ترمب قانونيًا من مواصلة حملته في الانتخابات الرئاسية لعام 2024، والتي فاز بها. (صرح ترمب في مقابلة مع تاكر كارلسون على قناة فوكس نيوز في أبريل 2023 أنه سيواصل ترشحه حتى لو أدين.).

### توجيه الاتهام
أجريت محاكمة ترمب في 4 أبريل 2023. وقال مصدر في أجهزة إنفاذ القانون لرويترز إن الشرطة ستغلق الشوارع المحيطة بالمحكمة استعدادًا لظهور ترمب المتوقع. في 3 أبريل، سافر ترمب من مطار بالم بيتش الدولي إلى مطار لاغوارديا على متن طائرته الخاصة، واستقل موكبه إلى برج ترمب، حيث أمضى الليلة. تود بلانش، المحامي الذي دافع عن بول مانافورت خلال محاكمته بتهمة الاحتيال في عام 2016، استقال مؤخرًا من شركته القانونية لمساعدة قضية ترمب. عزّزت الشرطة الإجراءات الأمنية في مانهاتن وما حولها قبل توجيه الاتهامات؛ وقالت السلطات إنه لم تكن هناك تهديدات موثوقة بالعنف أو خطط منظمة للاحتجاجات. حذر إريك آدامز، عمدة مدينة نيويورك، المتظاهرين من أن يكونوا سلميين. يتولى قاضي المحكمة العليا لنيويورك بالإنابة خوان ميرشان ‏ رئاسة القضية. رفض ميرشان طلبًا تقدمت به مؤسسات إعلامية للسماح ببث جلسة المحاكمة على التلفاز أو السماح باستخدام الأجهزة الإلكترونية في قاعة المحكمة، لكنه سمح بدخول خمسة مصورين صحفيين. كما قام رسامو قاعة المحكمة بتوثيق الإجراءات. تم تغطية الأبواب الزجاجية لقاعة المحكمة كإجراء أمني.
عند دخول ترمب قاعة المحكمة، تم وضعه في حجز الشرطة وإلقاء القبض عليه. حُجز وأخذت بصماته، ولكن لم يتم تكبيله بالأصفاد، ولم يتم التقاط صورة جنائية له. دخل ترمب قاعة المحكمة بعد ساعة، مدعيًا أنه غير مذنب في كافة الـ 34 تهم الجنائية. تم الكشف عن لائحة الاتهام (نشرها علنًا) بعد ذلك بفترة وجيزة، حيث وجهت إلى ترمب 34 تهمة تتعلق بتزوير السجلات التجارية، من الدرجة الأولى، كجزء من "مؤامرة لتقويض نزاهة انتخابات 2016". وقد مثّل هذا أول توجيه اتهام لرئيس أمريكي سابق. وفي جلسة الاستدعاء، حذر القاضي ميرشان ترمب من استخدام وسائل التواصل الاجتماعي للتحريض على العنف.
نوقشت مواعيد المحاكمة المحتملة؛ واقترح المدعون العامون يناير 2024، لكن فريق الدفاع عن ترمب اعترض، قائلاً إن المحاكمة يجب أن تُعقد في وقت لاحق من عام 2024.
بعد توجيه الاتهام مباشرة، عاد ترمب إلى منزله في فلوريدا وتحدث إلى حشد من المؤيدين في المساء. أدلى ترمب بعدة ادعاءات حول مواضيع مثل تعامله مع وثائق الحكومة والمدعي العام والمكالمة مع رافنسبرجر.

### إجراءات ما قبل المحاكمة
أثناء توجيه الاتهام إلى ترمب، حددت المحكمة مواعيد نهائية لإجراءات ما قبل المحاكمة، بما في ذلك قيام المدعين العامين بتوفير المعلومات للدفاع. حددت المحكمة يوم 8 أغسطس 2023 موعدًا نهائيًا لتقديم طلبات ما قبل المحاكمة.
وكما فعل في قضايا أخرى، استخدم ترمب تكتيكات "الهجوم والتأخير"، مستهدفًا المدعين العامين والقاضي مع إطالة الإجراءات، بهدف أن تستمر القضية لأطول وقت ممكن، وفق مراقبين.
وأكد محامو ترمب أنه لم يكن على علم بأي مخططات غير قانونية مزعومة ربما شارك فيها حلفاؤه أو زملاؤه. في 12 مارس 2024، قدم فريق الدفاع استراتيجيته المكتوبة "لقد افتقر الرئيس ترمب إلى النية اللازمة لارتكاب السلوك المنسوب إليه في لائحة الاتهام بسبب إدراكه أن العديد من المحامين كانوا متورطين في السلوك الأساسي الذي أدى إلى توجيه الاتهامات". وذكر محامي الدفاع أنهم لن يستعينوا بالدفاع الرسمي "بمشورة المحامي"، لكن ترمب سوف "يستخرج أدلة تتعلق بحضور ومشاركة ومشورة المحامين في الأحداث ذات الصلة التي أدت إلى توجيه الاتهامات".

### طلب إسقاط التهمة
في 29 سبتمبر 2023، قدم فريق ترمب طلبات شاملة لرفض لائحة الاتهام وطلب توضيح التهم.
في 15 فبراير 2024، رفضت المحكمة طلبات الرفض. ومع ذلك، وافقت المحكمة جزئيًا على طلب ترمب الذي يسعى إلى توضيح الاتهامات. لا يُتهم ترمب بتزوير السجلات التجارية فحسب، بل إنه فعل ذلك بقصد ارتكاب أو إخفاء جريمة أخرى. وباعتبار أنه من غير العدل أن نتوقع من ترمب أن يعد دفاعًا من فكرة جديدة أثيرت أثناء المحاكمة، فقد حددت المحكمة الادعاء بثلاث نظريات فقط حول "جرائم أخرى" تم تحديدها بالفعل أثناء إجراءات ما قبل المحاكمة.

### الشهود
اعتبارًا من موعد توجيه الاتهام إلى ترمب في 4 أبريل 2023، كان من المتوقع أن تستغرق عملية الاكتشاف ‏ عدة أشهر. في 17 أبريل 2023، طلب مكتب المدعي العام من ميرشان الحصول على مزيد من المعلومات من تاكوبينا، بما في ذلك مراسلات شركته مع دانييلز، لتحديد ما إذا كان تاريخهما يشكل تضاربًا في المصالح. في 1 سبتمبر، حكم ميرشان بأنه لم يفعل ذلك. في الرابع من مايو، استمع ميرشان إلى حجج حول طلب مكتب المدعي العام تقييد المعلومات التي يسلمها إلى محامي ترمب من مشاركتها مع ترمب نفسه (على الأقل حتى المحاكمة)، مستشهدا بمنشوراته السابقة على وسائل التواصل الاجتماعي التي هاجم فيها براج والشهود. وزعم الدفاع أنه ينبغي منع الحكومة من مناقشة المعلومات علنًا، وأنه ينبغي السماح لترمب بالدفاع عن نفسه سياسيًا. في 8 مايو، حكم ميرشان لصالح الأمر، ومنع مشاركة الأدلة على وسائل التواصل الاجتماعي. في 23 مايو، أصدر القاضي تعليماته لترمب ومحاميه بشأن سلوكهم، وأبلغهم أن الانتهاكات قد تؤدي إلى "مجموعة واسعة من العقوبات" بما في ذلك الاحتجاز بتهمة ازدراء المحكمة.
في 26 مايو، أعلن ممثلو الادعاء أنهم أبلغوا محامي ترمب أن الأدلة في قضية الأموال السرية تتضمن تسجيلات صوتية مختلفة، بما في ذلك تسجيل لترمب وشاهد عيان. لم يكن من الواضح ما إذا كان هذا يشير إلى تسجيل صوتي سري من سبتمبر 2016 والذي أصدره كوهين سابقًا. في 3 أغسطس، حكم القاضي الفيدرالي لويس أ. كابلان، الذي أشرف على الدعاوى المدنية التي رفعتها إي. جين كارول على ترمب بزعم الاعتداء الجنسي والتشهير، بأن محامي كارول يمكنهم تقديم مقطع فيديو لترمب أثناء استجوابه أمام المدعين العامين في مانهاتن.
في 15 يناير 2024، انسحبت تاكوبينا من فريق محامي ترمب وقالت دانييلز إنها تتوقع الإدلاء بشهادتها. وفي وقت لاحق من الشهر، ورد أن المدعي العام بدأ في مقابلة الشهود قبل المحاكمة. في 18 مارس، أصدر القاضي حكمًا يسمح لكل من دانييلز وكوهين بالإدلاء بشهادتهما، مما وضع بعض القيود على دانييلز (وكذلك على كارين ماكدوجال). وكان الدفاع قد طلب منع المتهمين من الإدلاء بشهادتهما في الشهر السابق. بالإضافة إلى ذلك، حكم القاضي بأن شريط ترمب في برنامج "أكسيس هوليوود" لا يمكن تشغيله أثناء المحاكمة ولكن يمكن مناقشته.
في 10 مايو، اقترح القاضي خوان ميرشان استدعاء ألين فايسلبيرج ‏ للإدلاء بشهادته في المحكمة بعد أن اعترض الدفاع على خطة الادعاء لإظهار اتفاقية إنهاء الخدمة بقيمة 750 ألف دولار أمام هيئة المحلفين. ولم يستدع الدفاع ولا الادعاء فايسلبيرج، وكانت هناك مخاوف إجرائية بشأن إضافتها إلى قائمة الشهود في وقت متأخر من المحاكمة. علاوة على ذلك، فإن شهادة فايسلبيرج قد تكون انتهاكًا لبند عدم التشهير في اتفاقية إنهاء خدمته، ومن المرجح أن يلجأ إلى التعديل الخامس.

### جدولة المحاكمة
في 23 مايو 2023، حدد القاضي ميرشان موعد المحاكمة في 25 مارس 2024. واشتكى فريق ترمب من أنه يتوقع إجراء محاكمات متعددة خلال تلك الفترة. وقال ميرشان إنه سيناقش إعادة الجدولة إلى وقت آخر. في جلسة استماع عقدت في 15 فبراير 2024، وحضرها ترمب، أكد ميرشان على موعد المحاكمة في 25 مارس. في أوائل فبراير 2024، تم تأجيل محاكمة ترمب بتهمة عرقلة الانتخابات الفيدرالية، والتي كان من المقرر أصلاً إجراؤها في أوائل مارس، في انتظار الاستئنافات، مما زاد من احتمالية إجراء المحاكمة الجنائية في مانهاتن كما هو مخطط لها في 25 مارس 2024. في 11 مارس 2024، طلب محامو ترمب تأجيل المحاكمة حتى بعد قضية عرقلة الانتخابات الفيدرالية على أساس أن ذلك من شأنه أن يعزز حجته بشأن الحصانة الرئاسية، حيث تداخلت بعض الأدلة وبعض الأفعال المزعومة مع فترة وجوده في منصبه. استشهد فريق ترمب، منذ أبريل 2018، بنفي ترمب لعلمه بدفع الأموال للصحافيين والتغريد دفاعًا عن مصداقية كوهين. وفي وقت لاحق من يوم 11 مارس، أشار ميرشان إلى أن فريق ترمب فاته الموعد النهائي لتقديم الطلبات، وقال إن أي طرف سيحتاج إلى إذنه لتقديم طلبات إضافية قبل المحاكمة. وفي 3 مارس، رفض القاضي الطلب باعتباره غير مناسب في الوقت المناسب.
وفي 11 مارس أيضًا، طلب ترمب تأجيل المحاكمة إلى ما بعد أن تقرر المحكمة العليا ما إذا كان يتمتع بالحصانة بشكل عام من الملاحقة القضائية في التهم الفيدرالية المتعلقة بعرقلة الانتخابات. كان من شأن الموافقة على الاقتراح أن يؤدي إلى تأخير المحاكمة حتى منتصف الصيف أو بعد ذلك، حيث كانت المحكمة العليا قد حددت بالفعل موعد تلك الحجج في 25 أبريل  وقد لا تحكم حتى نهاية فترة المحكمة في أوائل يوليو. في 3 أبريل، رفض ميرشان الاقتراح، قائلاً إنه يشك في "صدقه والغرض الفعلي منه"، نظرًا لأن ترمب قدم هذا الطلب قبل أسبوعين فقط من المحاكمة. في مارس 2024، قدم مكتب المدعي العام الأمريكي للمدعين العامين ما يقرب من 170 ألف صفحة من الوثائق، تتعلق إلى حد كبير بالتحقيق الفيدرالي لعام 2017 في دفع كوهين لدانييلز (وتعكس في الغالب الأدلة التي تم تسليمها بالفعل إلى محامي ترمب في يونيو 2023). وسعى محامو ترمب إلى تأجيل المحاكمة على أساس السجلات التي تم إنتاجها حديثًا؛ وقال مكتب المدعي العام في المحكمة إن 300 وثيقة فقط كانت ذات صلة بدفاع ترمب. في 15 مارس 2024، أرجأ القاضي بدء المحاكمة حتى منتصف أبريل. في 25 مارس 2024، حدد القاضي موعدًا للمحاكمة في 15 أبريل، ورفض طلبًا من فريق ترمب بتأخير المحاكمة. في 23 مايو 2024، رفض القاضي ميرشان طلب ترمب بفرض عقوبات على المدعين العامين فيما يتعلق بإصدار الوثيقة، وحكم بأن الدفاع حصل على الوقت الكافي للرد.
في الثامن من أبريل، طلب ترمب تأجيل المحاكمة حتى تتمكن المحكمة من النظر في تغيير مكان المحاكمة، وهو ما تم رفضه في نفس اليوم، وحتى يتمكن من استئناف أمر حظر النشر، والذي رُفض أيضًا بعد يوم. في 10 أبريل، رفضت محكمة الاستئناف طلب ترمب بتأجيل المحاكمة على أساس عدم أهلية القاضي. في 12 أبريل، رفض ميرشان طلب المتهم بتأجيل المحاكمة على أساس التغطية الإعلامية "المتحيزة". في 15 أبريل، قال ميرشان إن ترمب "مطالب بالتواجد هنا" في 25 أبريل و"ليس ملزمًا بالتواجد في المحكمة العليا" في ذلك اليوم، عندما ستستمع المحكمة إلى الحجج المتعلقة بمطالبته بالحصانة في قضية الانتخابات. وقال ميرشان إنه لم يكن مستعدًا بعد للقول ما إذا كانت المحاكمة ستُعقد في 17 مايو للسماح لترمب بحضور حفل تخرج ابنه بارون من المدرسة الثانوية، لكنه أشار إلى أنه ربما يمنحه يوم إجازة إذا تقدمت الإجراءات بالوتيرة المتوقعة. اشتكى ترمب لاحقًا من أنه "لن يُسمح له" بحضور حفل تخرج ابنه، لكن في 30 أبريل، قال القاضي إنه سيكون قادرًا على القيام بذلك. في 17 مايو، حضر دونالد وميلانيا ترمب حفل تخرج ابنهما من أكاديمية أوكسبريدج ‏ في ويست بالم بيتش، تلا ذلك زيارة إلى عشاء لينكولن ريجان في المؤتمر الجمهوري السنوي لعام 2024 في سانت بول بولاية مينيسوتا.

### المحاكمة
بدأت المحاكمة في 15 أبريل 2024. كان مطلوبًا من ترمب حضور كل يوم من أيام المحاكمة باستثناء الغياب المُعتمد من المحكمة. لو اختار الإدلاء بشهادته، وهو مالم يقم به، كان بإمكان المدعين العامين أن يسألوه عن الدعاوى المدنية التي رفعها بشأن الاحتيال التجاري، والاعتداء الجنسي، والتشهير، فضلاً عن حل مؤسسته الخيرية في عام 2018. مثّله المحاميان تود بلانش ‏ وسوزان نيتشيلز. ولم يتم بث المحاكمة تلفزيونيًا. في البداية، سمح القاضي ميرشان للمصورين بالوقوف في مقدمة الغرفة لبضع دقائق كل صباح قبل بدء المحاكمة لالتقاط صور لترمب وهو جالس. سحب ميرشان هذا الإذن في 9 مايو بعد التقاط صورة واحدة على الأقل من جانب الطاولة. وكان هنالك رسامو اسكتشات في قاعة المحكمة حاضرون.
كانت درجة الحرارة في قاعة المحكمة نقطة خلاف، حيث اشتكى ترمب مرارًا وتكرارًا من أنها كانت شديدة البرودة، أشبه بصندوق ثلج، ربما عمدًا. أقرّ القاضي خوان ميرشان بأن قاعة المحكمة كانت باردة، لكنه صرح بأنه يفضل أن تكون باردة قليلاً بدلاً من أن تكون شديدة الحرارة، وأن التحكم في درجة الحرارة محدود في المبنى الذي يبلغ عمره 80 عامًا. وعلى الرغم من شكاوى ترمب، لاحظ بعض المراسلين في قاعة المحكمة أن درجة الحرارة لم تكن باردة كما ادعى.

### القرار النهائي
وفي 29 مايو، بدأت هيئة المحلفين مداولاتها. وبعد مرور بضع ساعات، طلبوا سماع قراءة ثانية لشهادة بيكر وكوهين مدتها نحو 30 دقيقة؛ وتمت القراءة الثانية في اليوم التالي. كان الأمر يتعلق باجتماع في أغسطس 2015 بين بيكر وكوهين وترمب وهيكس، حيث تعهد بيكر بأن يكون "عيون وآذان" ترمب فيما يتعلق بالقصص السلبية عنه؛ بالإضافة إلى ذلك، أرادت هيئة المحلفين سماع شهادة بيكر بشأن مكالمة هاتفية مزعومة من ترمب ناقش فيها الاثنان شائعة مفادها أن ماكدوجال ذهبت إلى طريق آخر لنشر قصتها.
في 30 مايو الساعة 5:07 مساءً بتوقيت شرق الولايات المتحدة، أُدين ترمب في جميع التهم الـ 34، مما جعله أول رئيس أمريكي سابق يُدان بارتكاب جناية. رفض القاضي ميرشان طلب الدفاع بالبراءة.

### ردود الفعل
وفي أعقاب الحكم، وصفت وكالة أسوشيتد برس ترمب والجمهوريين ووسائل الإعلام اليمينية بأنهم تفاعلوا مع الحكم بـ"غضب" على مستوى "ملحوظ"، "متجاهلين القيود المعتادة التي التزم بها المشرعون والشخصيات السياسية في الماضي عند الامتناع عن انتقاد القضاة وهيئات المحلفين". أدلى ترمب والعديد من الجمهوريين بالعديد من التصريحات مثل كون المحاكمة "مزورة"، أو أنها كانت "تدخلاً في الانتخابات" من تدبير جو بايدن والحزب الديمقراطي.
صرح دونالد ترمب بأن "البلاد ذهبت إلى الجحيم" باعتبارها "فوضى منقسمة"، وطلب من أنصاره "القتال حتى النهاية". في اليوم التالي للحكم، قال ترمب: "لقد رأيتم ما حدث لبعض الشهود الذين كانوا إلى جانبنا - لقد صُلبوا حرفيًا". في مؤتمر صحفي، ادعى ترمب أن كوهين وقع في مشاكل بسبب أنشطته غير المرتبطة بترمب، وأن بايدن كان متورطًا في إدانته وأن خبير الانتخابات لم يُسمح له بالإدلاء بشهادته.
وصف ترمب المحاكمة بأنها "عار"، وقال إنها كانت "محاكمة مزورة من قبل قاض متضارب المصالح وفاسد". كان قد ادعى أن الخامس من نوفمبر، يوم الانتخابات، سيكون تاريخ "حكم الشعب الحقيقي عليه" وأن "هذا لم ينتهي بعد". وصف ترمب المحاكمة بأنها "صورية"، وشبّه القاضي ميرشان بـ "الشيطان"، ثم عرّف نفسه لاحقًا بأنه "سجين سياسي". بعد الإدانة، قالت حملة دونالد ترمب الرئاسية لعام 2024 إنها جمعت أكثر من 53 مليون دولار. في السادس من يونيو، وصف ترمب المحاكمة بأنها حرب قانونية وصرح بأنه سيسعى للانتقام من خلال محاكمة المتورطين في محاكماته، مشيرًا إلى أنه "في بعض الأحيان يمكن تبرير الانتقام".

## لائحة الاتهام في فلوريدا (يونيو 2023)

### لمحة عامة
بموجب قانون السجلات الرئاسية، يجب نقل الوثائق الرئاسية إلى الإدارة الوطنية للأرشيف والسجلات بحلول نهاية فترة ولاية الرئيس. كان انتهاء ولاية ترمب في يناير 2021. في مايو 2021، أصبحت إدارة الأرشيف والوثائق الوطنية على علم باختفاء وثائق من إدارة ترمب، وبدأت جهودًا لاستعادة الوثائق التي أخذت بشكل غير صحيح إلى منزل ترمب في مارالاغو ونادي بيدمينستر ‏. وفي وقت لاحق، حصل مكتب التحقيقات الفيدرالي على أدلة تشير إلى أن ترمب كان متورطًا شخصيًا في التسبب بسرقة الوثائق.
بعد المطالبة المتكررة بإعادة الوثائق الموجهة إلى فريق ترمب وتحذيرهم من احتمال إحالتها إلى وزارة العدل، استعادت إدارة الأرشيف والوثائق الوطنية 15 صندوقًا من الوثائق في يناير 2022. اكتشفت إدارة الأرشيف والوثائق الوطنية أن الأوراق تحتوي على معلومات مصنفة على أنها سرية، وأبلغت وزارة العدل في 9 فبراير 2022. دفع هذا مكتب التحقيقات الفيدرالي إلى بدء تحقيق في تعامل ترمب مع وثائق حكومية في 30 مارس 2022. في مايو 2022، أصدرت هيئة محلفين كبرى أمر استدعاء للحصول على أي وثائق متبقية بحوزة ترمب. أكد ترمب أنه سيعيد جميع الوثائق المتبقية في 3 يونيو 2022، لكن مكتب التحقيقات الفيدرالي حصل لاحقًا على أدلة على أنه نقل المستندات عمدًا لإخفائها عن محاميه ومكتب التحقيقات الفيدرالي وبالتالي لم يستوف الاستدعاء.
وقد أدى هذا إلى قيام مكتب التحقيقات الفيدرالي بتفتيش منزل ترمب في مارالاغو في 8 أغسطس 2022، حيث استعاد مكتب التحقيقات الفيدرالي أكثر من 13000 وثيقة حكومية، أكثر من 300 منها كانت سرية، وبعضها يتعلق بأسرار الدفاع الوطني التي يغطيها قانون التجسس. انطلقت الدعوى المدنية ترامب ضد الولايات المتحدة ‏ من عملية البحث، والتي أدت لفترة وجيزة إلى تعيين مراقب خاص من قبل القاضية آيلين كانون ‏ لمراجعة المواد المضبوطة. وقد تم إلغاء حكم كانون في وقت لاحق.
في مقابلة أجريت في 2 نوفمبر 2022 مع مكتب التحقيقات الفيدرالي، قال موظف سابق في البيت الأبيض في عهد ترمب إن والت نوتا قد وعد بالعفو، "حتى لو اتهم بالكذب على مكتب التحقيقات الفيدرالي"، إذا استعاد ترمب الرئاسة.
في نوفمبر 2022، تم تسليم تحقيق مكتب التحقيقات الفيدرالي إلى تحقيق خاص، تحت إشراف جاك سميث ‏ الذي عينه المدعي العام ميريك جارلاند. سمحت قضية مدنية ثانية للتحقيق الذي أجراه سميث بالاستفادة من استثناء الاحتيال الجنائي من امتياز المحامي-العميل ‏ للوصول إلى أدلة معينة في القضية.
في مارس 2023، بدأ مكتب التحقيقات الفيدرالي الاتصال مع بريان بتلر، وهو موظف في مارالاغو منذ 20 عامًا وصديق مقرب من دي أوليفيرا منذ فترة طويلة. كان باتلر قد ساعد في نقل صناديق الوثائق، دون أن يدرك نوع الوثائق التي كانت بداخلها أو نية الآخرين في إخفاءها. وقد قدم معلومات للمحققين حول تصرفات دي أوليفيرا ونوتا.
في مارس 2023، كتبت القاضية بيريل هاويل ‏: "من الجدير بالذكر أنه لم يتم تقديم أي عذر لكيفية إغفال الرئيس السابق للوثائق المصنفة على أنها سرية والتي عُثر عليها في غرفة نومه في مارالاغو". كانت هاويل تشير إلى وثائق إضافية عثر عليها محامو ترمب في مكتبه وغرفة نومه في مارالاغو بعد أشهر من تفتيش مكتب التحقيقات الفيدرالي، بما في ذلك مجلد "فارغ في الغالب" يحمل علامة "ملخص المساء السري".

### توجيه الاتهامات والاستدعاءات
سلمت هيئة المحلفين الكبرى لائحة الاتهام مختومة في 8 يونيو 2023. تم الكشف عن لائحة الاتهام في اليوم التالي، وأدلى المستشار الخاص جاك سميث ببيان موجز أكد فيه على خطورة التهم وذكر أن مكتبه سيسعى إلى محاكمة سريعة. في المحكمة التي تم توجيه الاتهام فيها إلى المتهمين، يعتبر تحديد موعد للمحاكمة في غضون 70 يومًا من توجيه الاتهام الجنائي "سريعًا" عادةً، ولكن قانون إجراءات المعلومات السرية ينطبق، وقد تستغرق هذه الإجراءات المطلوبة وقتًا إضافيًا. وكما توضح صحيفة الغارديان، فإن "العملية المكونة من سبع مراحل هي عملية متسلسلة، مما يعني أنه يجب استكمال كل قسم سابق قبل أن تتمكن القضية من المضي قدمًا إلى القسم التالي."
تشمل التهم الـ 37 الموجهة ضد ترمب والستة الموجهة ضد والت نوتا ‏ الاحتفاظ عمدًا بمعلومات الدفاع الوطني في انتهاك لقانون التجسس، والإدلاء بتصريحات كاذبة، وعرقلة العدالة، والتآمر لعرقلة العدالة. تصل عقوبة تهمة التآمر لعرقلة العدالة إلى 20 سنة في السجن؛ وانتهاكات قانون التجسس تصل عقوبتها إلى 10 سنوات في السجن. لا توجد عقوبات دنيا إلزامية.
تضمنت لائحة الاتهام صورًا تظهر صناديق تحتوي على معلومات سرية في "قاعة رقص وحمام ودش ومساحة مكتب وغرفة نومه وغرفة تخزين" في منزل ترمب في فلوريدا. تم تخزين الصناديق التي تحتوي على مواد سرية على خشبة المسرح في قاعة وايت آند جولد، حيث أقيمت الفعاليات، من يناير إلى مارس 2021، قبل نقلها إلى مركز الأعمال في مارالاغو.
بعد وقت قصير من توجيه الاتهام الأصلي إلى ترمب ونوتا في يونيو، تم إرسال خطاب مستهدف إلى يوسيل تافيراس، مدير تكنولوجيا المعلومات في مارالاغو الذي يشرف على كاميرات المراقبة. في البداية، كان المحامي ستانلي وودوارد ‏ ممثلاً لتافيراس، وقد دفعت لجنة ترمب السياسية "أنقذوا أمريكا" أتعابه القانونية لتمثيل تافيراس وعدد من حلفاء ترمب. وقدم تافيراس، الذي كان ممثلاً بواسطة وودوارد، شهادته أمام هيئة المحلفين الكبرى. في 5 يوليو، بعد أن قيل له إن وودوارد قد يكون لديه تضارب في المصالح، أخطر تافيراس المحكمة أنه يرغب في إسقاط وودوارد كمحاميه والتحول إلى محامي عام. ثم تراجع تافيراس عن شهادته السابقة وقدم معلومات جديدة بشأن مؤامرة لحذف فيديو مراقبة في العقار في فلوريدا والذي تورط فيه ترمب وآخرون. وقد أدى هذا إلى إصدار لائحة اتهام بديلة لم يتم فيها توجيه اتهام إلى تافيراس. وافق على الإدلاء بشهادته لصالح الادعاء.
تم تعيين القاضية الفيدرالية آيلين كانون ‏، التي عينها ترمب في عام 2020، بشكل عشوائي لرئاسة القضية. بعد وقت قصير من تعيينها في يونيو 2023، حثها قاضيان فيدراليان على التنحي عن منصبها، لكنها لم تفعل.
وكانت كانون قد أصدرت أحكامًا لصالح ترمب في عام 2022، وخاصة فيما يتعلق بتعيين قاضٍ خاص لمراجعة الوثائق المصادرة، الأمر الذي أعاق مؤقتًا تحقيقات مكتب التحقيقات الفيدرالي والمستشار الخاص. وقد تعرضت هذه الأحكام لانتقادات من جانب القانونين، وألغتها لجنة من محكمة الاستئناف للدائرة الحادية عشرة بالإجماع، وكتبت: "لا يمكننا أن نكتب قاعدة تسمح لأي شخص يخضع لأمر تفتيش بمنع التحقيقات الحكومية بعد تنفيذ الأمر. ولا يمكننا أيضًا أن نكتب قاعدة تسمح فقط للرؤساء السابقين بالقيام بذلك".

### الاستدعاء
وصل ترمب إلى ميامي في اليوم السابق لمثوله أمام المحكمة في محكمة ويلكي دي فيرجسون جونيور الأمريكية، المقر التابع للمحكمة الجزئية لجنوب فلوريدا وتناول العشاء في ناديه للغولف في دورال مع محاميه كريستوفر كيسي؛ ونوتا؛ ومحامي نوتا في واشنطن العاصمة ستانلي وودوارد؛ والناشط اليميني ورئيس منظمة المراقبة القضائية توم فيتون؛ ومستشارين آخرين.
في جلسة توجيه الاتهام إليه يوم 13 يونيو، دفع ترمب ببراءته من جميع التهم الـ37 المنسوبة إليه. تم إطلاق سراح ترمب ونوتا. وقد أُمر ترمب بعدم التحدث عن القضية مع أي من الشهود البالغ عددهم 84، بما في ذلك نوتا، التي لا تزال تعمل كمساعدة شخصية لترمب. وكان ممثل ترمب هو تود بلانش، مساعد المدعي العام السابق في مكتب المدعي العام الفيدرالي في مانهاتن، والذي يمثله أيضًا في مقاضاته من قبل المدعي العام لمنطقة مانهاتن. في جلسة الاستدعاء، قدمت بلانش إقرارها بالذنب نيابة عن ترمب. في جلسة استدعاء ترمب، كانت شرطة ميامي قد استعدت لاستقبال ما يصل إلى 50 ألف متظاهر، على الرغم من أن 500 متظاهر فقط حضروا.
يمثل ترمب في هذه القضية أيضًا ليندسي هاليجان. هاليجان هي المستشارة المحلية للقضية وقد قدمت طلبات الحضور نيابة عن إيفان كوركوران وجيمس تراستي، في البداية في 22 أغسطس 2022. كانت واحدة من المحامين القلائل الذين يعملون لصالح ترمب والذين كانوا موجودين في الموقع أثناء عملية البحث التي قام بها مكتب التحقيقات الفيدرالي، والتي قالت إنها كانت "مفاجأة كبيرة". وقالت إن الاتهامات اللاحقة لترمب تذهب "إلى الهدف".
وفي الرابع من أغسطس، دفع ترمب في ملف قدمه للمحكمة ببراءته من التهم الثلاث الجديدة. وقال للمحكمة إنه لن يحضر شخصيًا جلسة الاستدعاء. وفي جلسة الاستدعاء التي عقدت في العاشر من أغسطس، قبل القاضي رسميًا الإقرار الذي قدمه.

### رفض الدعوى والاستئناف الجاري
في 15 يوليو 2024، رفضت القاضية آيلين كانون ‏ القضية المرفوعة ضد ترمب، وحكمت بأن "تعيين المستشار الخاص سميث ينتهك بند التعيينات في دستور الولايات المتحدة". وعكس الأساس المنطقي موافقة قاضي المحكمة العليا كلارنس توماس في قضية ترمب ضد الولايات المتحدة، قبل أسبوعين. وبذلك، حكمت كانون بأن جزءًا رئيسيًا من قضية المحكمة العليا لعام 1974، الولايات المتحدة ضد نيكسون، غير ملزم، لأن القضية المحددة المتعلقة بصحة المدعي الخاص لم يتم الطعن فيها أو النظر فيها بشكل كافٍ من قبل تلك المحكمة.
في 17 يوليو، وبإذن من وزارة العدل، قدم المستشار الخاص سميث إشعارًا بالاستئناف، وفي 26 أغسطس طلب من محكمة الاستئناف الحادية عشرة إعادة القضية. كما أن لمحكمة الاستئناف سلطة إعادة إحالة القضية إلى قاضٍ آخر، على الرغم من أن سميث لم يطلب ذلك.
انتخب ترمب للرئاسة في نوفمبر 2024. قبل أسبوعين من الانتخابات، ذكرت قناة إيه بي سي نيوز أن حملة ترمب تدرس تعيين كانون في منصب المدعي العام للولايات المتحدة. بعد أن رفضت كانون قضية الوثائق، وضع مستشارو ترمب، بمن فيهم بوريس إبشتاين، اسمها في المرتبة الثانية على قائمة تضم ما يقرب من اثني عشر مرشحًا لمنصب النائب العام في وثيقة بعنوان "تخطيط الانتقال: المبادئ القانونية". تم إدراج المحامي الرئيسي لترمب، تود بلانش، كمرشح لمنصب نائب المدعي العام ومستشار البيت الأبيض، ووفقًا لمصادر أخرى لمنصب مدير مكتب التحقيقات الفيدرالي. وكان من بين المرشحين أيضًا لتولي منصب مستشار البيت الأبيض ومناصب عليا أخرى، ستانلي وودوارد، محامي نوتا.

## لائحة الاتهام في واشنطن العاصمة (أغسطس 2023)

### لمحة عامة

#### اتهامات بالتزوير الانتخابي ومحاولات لقلب الانتخابات
طوال حملته الرئاسية لعام 2016، أثار ترمب في مناسبات عديدة الشكوك حول عملية التصديق على الانتخابات. في حملته الانتخابية في كولورادو، زعم ترمب أن الحزب الديمقراطي "زور الانتخابات في مراكز الاقتراع". في أكتوبر 2016، ادعى ترمب عبر سلسلة من التغريدات أن تزويرًا واسع النطاق للناخبين سيحدث في الانتخابات الرئاسية لعام 2016. وقد ردد رودي جولياني، المستشار القانوني لترمب، هذه التصريحات. استمر ترمب في التعبير عن الانتخابات بنفس الطريقة حتى انتخابات 2020؛ حيث قال أنه يتوقع تزوير الانتخابات، خاصةً مسألة الاقتراع بالبريد. وفي وقت مبكر من أغسطس 2020، استعان بالناشطة المحافظة والمحامية كليتا ميتشل للمساعدة في إثباته للتزوير. حذرت وزارة الأمن الداخلي من أن روسيا تعمل على تضخيم مزاعم الاحتيال التي تحدث في التصويت بالبريد لزرع عدم الثقة عمدًا في عملية التصويت ككل. وبفضل الدعم الذي حصل عليه من المعلقين المؤيدين لترمب والإقبال القوي الملحوظ على التجمعات الانتخابية، كانت حملة ترمب واثقة من أنها ستفوز في الانتخابات. وفي يوم الانتخابات، أظهرت الاستطلاعات الأولية في مراكز الاقتراع تقدم ترمب حيث كان من المرجح أن يشارك أنصاره شخصيًا في التصويت وسط جائحة كوفيد-19، لكن تقدمه تضاءلَ مع فرز الأصوات البريدية.
في أعقاب الحدث الانتخابي الأخير لترمب في جراند رابيدز بولاية ميشيغان، راهن نجل ترمب، إريك، على أنه سيفوز بما لا يقل عن 322 صوتًا في المجمع الانتخابي. وبناءً على طلب جولياني، أعلن ترمب في خطاب ألقاه في الساعة الثانية صباحًا ليلة الانتخابات أنه فاز في الانتخابات وأن النتائج التي تم الإبلاغ عنها مزورة. وبينما كانت عملية فرز الأصوات تجري، أبلغ خبير بيانات الحملة مات أوكزكوفسكي ترمب بصراحة أنه سيخسر الانتخابات. أخبره مستشار البيت الأبيض بات سيبولوني ‏ أن إبطال نتائج الانتخابات سيكون بمثابة "عملية قتل وانتحار". في عهد المدعي العام آنذاك ويليام بار، فشلت وزارة العدل في العثور على تزوير واسع النطاق للناخبين في الانتخابات. توقع رئيس مجلس النواب السابق نيوت جينجريتش أن ينفجر ناخبو ترمب "غضبًا"، وهو الشعور الذي شاركه معه زعيم الجمهوريين في مجلس النواب كيفن مكارثي، الذي أخبر المذيعة لورا إنغراهام في برنامجها أن الجمهوريين لا ينبغي لهم "الصمت بشأن هذا".
خلال الشهرين التاليين للانتخابات، أجرى ترمب مكالمات هاتفية متعددة مع مسؤولين جمهوريين في الولايات التي فاز بها بايدن بفارق ضئيل، طالبا منهم عكس النتائج ومنحه النصر. وكانت إحدى تلك المكالمات موجهة إلى وزير خارجية ولاية جورجيا براد رافينسبيرجر، حيث طلب منه "العثور على 11780 صوت". سجل رافينسبيرجر المكالمة وأصدرها لاحقًا للجمهور. اتصل كل من ترمب وجيولياني براسيل باورز، رئيس مجلس النواب في ولاية أريزونا، طالبين منه التحقيق في مزاعم الاحتيال، لكنه رفض القيام بذلك دون وجود دليل. كما اتصل جون إيستمان بباورز في الرابع من يناير طالبًا منه التراجع عن شهادة الولاية بفوز بايدن، لكنه رفض. أيضًا اتصل ترمب ومحاموه، فضلاً عن أعضاء جمهوريين في الكونجرس، بمسؤولين حكوميين في ميشيغان وبنسلفانيا أو التقوا بهم، وحثوهم على الإبلاغ عن فوز ترمب في ولاياتهم.

#### هجوم الكابيتول في 6 يناير والتحقيقات
في 19 ديسمبر 2020، بعد ستة أسابيع من خسارته في الانتخابات، حث ترمب أتباعه على تويتر على الاحتجاج في واشنطن العاصمة، في 6 يناير، وهو اليوم الذي كان من المقرر أن يصادق فيه الكونجرس على نتائج الانتخابات، وكتب: "كونوا هناك، سيكون الأمر جنونيًا!" وعلى مدار الأسابيع التالية، وضعت منظمات مسلحة مثل براود بويز والمجموعات التابعة لنظرية المؤامرة كيو أنون خططًا لوجستية للتجمع في مبنى الكابيتول بالولايات المتحدة. واصل ترمب تكرار الادعاءات بشأن الانتخابات في ولايات متعددة حتى السادس من يناير، بما في ذلك جورجيا وبنسلفانيا وميشيغان ونيفادا وأريزونا. في صباح يوم السادس من يناير، ألقى ترمب خطابًا وشجع أتباعه على السير إلى شارع بنسلفانيا لتحريض المشرعين الجمهوريين على "الجرأة والفخر الذي يحتاجون إليه لاستعادة بلدنا". ثم اقتحم حشد من أنصار ترمب مبنى الكابيتول.
أدى هجوم الكابيتول في السادس من يناير إلى مئات الإجراءات الجنائية ضد المتظاهرين. صوت مجلس النواب لصالح عزل ترمب للمرة الثانية في 13 يناير. لكن مجلس الشيوخ برّأه بعد شهر بالتمام. صوّت مجلس النواب على إنشاء لجنة مختارة للتحقيق في هجوم الكابيتول في يونيو 2021. وقبيل صدور التقرير النهائي، صوتت اللجنة على اتهام ترمب بالتهم الأربع. وأحالته إلى وزارة العدل. وقد وجهت إليه اللجنة المختارة اثنتين من التهم الأربع في لائحة الاتهام. في مقابلة مع شبكة سي إن إن في يناير 2022، صرحت نائبة المدعي العام ليزا موناكو أن وزارة العدل ستحقق في مؤامرة الناخبين المزيفين لترمب. بحلول مارس 2022، فتحت وزارة العدل تحقيقًا في أحداث السادس من يناير ومحاولات ترمب لقلب الانتخابات. بدأت وزارة العدل في الحصول على سجلات هواتف البيت الأبيض في أبريل فيما يتعلق بتحقيق السادس من يناير، وأصدرت هيئة محلفين كبرى فيدرالية استدعاءات لمحامي ترمب فيما يتعلق بمؤامرة الناخبين المزيفين في مايو.
أشرف توماس ويندوم، المدعي العام الفيدرالي، على التحقيق الذي أجري في السادس من يناير. في 18 نوفمبر 2022، عيّن المدعي العام ميريك جارلاند جاك سميث مستشارًا خاصًا لتحقيق مكتب التحقيقات الفيدرالي عن السادس من يناير وتحقيق تعامل ترمب مع وثائق حكومية. في يونيو 2023، تم توجيه الاتهام إلى ترمب فيما يتعلق بالتحقيق في الوثائق السرية. في الفترة التي سبقت توجيه الاتهام إلى ترمب في تحقيق السادس من يناير، واصل المدعون العامون التحقيق في عدة خيوط، بما في ذلك من خلال مئات الوثائق التي قدمها مفوض شرطة نيويورك السابق برنارد كيريك.

### إجراءات المحاكمة
كشف عن لائحة الاتهام في الأول من أغسطس 2023. وجهت هيئة محلفين كبرى في المحكمة الجزئية لمقاطعة كولومبيا إلى ترمب أربع تهم: التآمر للاحتيال على الولايات المتحدة، وعرقلة الإجراءات الرسمية، والتآمر للقيام بذلك، والتآمر ضد الحقوق. تم تعيين قاضية منطقة العاصمة واشنطن تانيا س. تشوتكان ‏ بشكل عشوائي لسماع القضية. حددت تشوتكان موعدًا للمحاكمة في 4 مارس 2024. وكان هذا قريبًا من اقتراح المدعين الفيدراليين بتاريخ 2 يناير 2024، في حين اقترح فريق ترمب تاريخ أبريل 2026.
ومع ذلك، أوقفت تشوتكان المواعيد النهائية في القضية بعد أن طلب ترمب من محكمة الاستئناف في مقاطعة كولومبيا في السابع من ديسمبر أن تقرر ما إذا كان يتمتع بالحصانة من الملاحقة القضائية. في 2 فبراير 2024، قبل أسبوع واحد من بدء اختيار هيئة المحلفين، أصدرت تشوتكان أمرًا يقرّ بضرورة تأجيل المحاكمة. وقالت إنها لن تحدد موعدًا جديدًا لمحاكمة ترمب حتى يتم حل مسألة حصانة الرئيس. وفي السادس من فبراير، قضت محكمة الاستئناف بأن ترمب ليس محصنًا.
في جلسة الاستدعاء الثانية لترمب في 5 سبتمبر 2024، تناولت القاضية تشوتكان أولاً قضية الحصانة. وأكدت أن المحكمة العليا قد منحتها سلطة تقديرية لتقرير ما إذا كانت الأدلة المتعلقة بمايك بنس مقبولة ، وحتى لو قررت أنها غير مقبولة، فإنها غير ملزمة برفض لائحة الاتهام بأكملها. ثم تناولت الجدول الزمني. وأشارت إلى أن المواعيد النهائية القديمة لتقديم الشهود والأدلة "انقضت منذ فترة طويلة"، لأن القضية كانت معلقة بينما استأنف ترمب الحكم. وقالت "إننا بالكاد نتجه إلى خط النهاية" وأصرت على أنه "يجب أن يكون هناك بعض التحرك إلى الأمام في هذه القضية".
وفي يومي الرابع والخامس من أغسطس، قدم المحقق الخاص التماسات يطلب فيها من المحكمة منع ترمب من الإدلاء بتصريحات عامة بشأن القضية وفرض أمر على ترمب ومحاميه لمنعهم من الكشف عن الأدلة (كما لاحظوا أن ترمب فعل في قضايا أخرى). واستشهدوا على وجه الخصوص بمنشورات على وسائل التواصل الاجتماعي في الرابع والخامس من أغسطس هدد فيها ترمب بالرد على أي شخص "يأتي خلفه" ووصف بنس بأنه "مهووس". وعندما رفضت تشوتكان منح فريق ترمب ثلاثة أيام إضافية للرد، هاجمها ترمب على وسائل التواصل الاجتماعي، مطالبًا بإبعادها عن القضية ونقل القضية خارج مقاطعة كولومبيا. في السابع من أغسطس، طلب محامو ترمب إصدار أمر أقل تقييدًا، ورد المدعون العامون على ذلك بأن ترمب يسعى إلى "محاكمة هذه القضية في وسائل الإعلام وليس في قاعة المحكمة". وقد حددت تشوتكان موعدًا لجلسة الاستماع في 11 أغسطس.

#### حظر النشر
في 16 أكتوبر، وبعد جلسة استماع، أصدرت تشوتكان أمرًا محدودًا بحظر النشر. يحظر أمر حظر النشر على جميع الأطراف الإدلاء بتصريحات عامة تستهدف جاك سميث ‏ أو موظفيه، أو محامي الدفاع أو موظفيهم، أو القاضي أو موظفي المحكمة، أو أي شهود محتملين من خلال التشهير أو الترهيب أو المضايقة. لا يمنع أمر حظر النشر ترمب من الإدلاء بتصريحات تنتقد إدارة بايدن، ووزارة العدل، ومنطقة كولومبيا، والمرشحين الرئاسيين الآخرين ومنصاتهم السياسية، وسير المحاكمة باعتبارها غير عادلة أو ذات دوافع سياسية. وفي اليوم التالي، قدم محامو ترمب استئنافًا على أمر حظر النشر، زاعمين أن الأمر ينتهك بند حرية التعبير في التعديل الأول، وأصدرت تشوتكان أمرًا بوقف تنفيذ الأمر في 20 أكتوبر. في 25 أكتوبر، قدمت النيابة العامة ردًا على أمر الإيقاف طالبت فيه بإعادة فرض أمر حظر النشر. في اليوم نفسه، قدم الاتحاد الأمريكي للحريات المدنية مذكرة صديقة للمحكمة ضد أمر حظر النشر، زاعمًا أنه ينتهك التعديل الأول. وفي الثامن من ديسمبر، أيدت هيئة المحكمة المكونة من ثلاثة قضاة في محكمة الاستئناف أمر حظر النشر بأغلبية الأصوات. وقضت المحكمة بأن ترمب لا يحق له التحدث عن المدعين العامين أو موظفي المحكمة أو عائلاتهم. ومع ذلك، يجوز لترمب أن يتحدث عن الشهود طالما أنه لا يتحدث على وجه التحديد عن مشاركتهم في القضية أمام المحكمة. كما أنه حر في الحديث عن جاك سميث، والرئيس جو بايدن، ووزارة العدل، ويُسمح له بالقول إن الاتهامات "ذات دوافع سياسية". في 18 ديسمبر، طلب ترمب من المحكمة إعادة النظر في قرارها؛ وفي 23 يناير، قالت المحكمة الكاملة المكونة من 11 عضوًا إنها لن تفعل ذلك.
في 23 أكتوبر، قدم محامو ترمب ثلاثة طلبات لرفض لائحة الاتهام على أساس أنها تنتهك بند حرية التعبير، وأن لائحة الاتهام فشلت في تحديد جريمة، وأن لائحة الاتهام هي ملاحقة انتقائية، بالإضافة إلى طلب لشطب الادعاءات المتعلقة بهجوم الكابيتول في 6 يناير باعتبارها متحيزة ومثيرة للجدل. في 3 نوفمبر، قدمت النيابة العامة ردًا على طلب اتحاد وسائل الإعلام في 5 أكتوبر، حثت فيه تشوتكان على رفضه وفقًا للقاعدة 53 من القواعد الفيدرالية للإجراءات الجنائية. في يوم 6 نوفمبر، قدمت النيابة العامة ردًا على طلبات الرفض المقدمة في 23 أكتوبر بحجة أنها لا أساس لها من الصحة. في 10 نوفمبر، قدم محامو ترمب ردًا لدعم طلب اتحاد وسائل الإعلام في 5 أكتوبر، والذي ردت عليه النيابة العامة معارضة في 13 نوفمبر في 17 نوفمبر، حكمت تشوتكان بأن الدفاع فشل في إثبات أن اللغة المستخدمة في لائحة الاتهام كانت متحيزة أو تحريضية في رفضه لطلب شطب الاتهام.

#### الشهود المحتملين والأدلة
في 24 أكتوبر، ذكرت إيه بي سي نيوز وصحيفة الغارديان أن مصادر مجهولة ذكرت أن كبير موظفي البيت الأبيض في إدارة ترمب مارك ميدوز حصل على حصانة قانونية من جاك سميث مقابل الإدلاء بشهادته تحت القسم وشهد أمام هيئة المحلفين الكبرى. في اليوم التالي، ذكرت شبكة سي بي إس نيوز أن مصادر مجهولة ذكرت أن ميدوز يتعاون مع المدعين العامين وشهد أمام هيئة المحلفين الكبرى لكنها لم تذكر أن ميدوز حصل على حصانة قانونية، في حين صرح محامي ميدوز لشبكة سي بي إس نيوز أن تقرير إيه بي سي نيوز "غير دقيق إلى حد كبير". في ردهم الصادر في 25 أكتوبر على قرار حظر النشر، لم يتطرق الادعاء إلى صحة التقرير وأشار إلى منشور ترمب على موقع تروث سوشيال في 24 أكتوبر حول التقرير الإخباري باعتباره "رسالة لا لبس فيها وتهديدية لشاهد يمكن التنبؤ به في هذه القضية".
في 5 ديسمبر 2023، زعمت الحكومة في ملف قضائي أن ترمب "أرسل" أنصاره إلى الكابيتول. وقالت الحكومة إنها ستقدم أدلة تثبت "احتضان ترمب بعد المؤامرة لمثيري الشغب العنيفين والمشهورين بشكل خاص"، مما يشير إلى "دوافعه ونواياه".
في الحادي عشر من ديسمبر، قدم المحقق الخاص مذكرة أشار فيها إلى أنه سيقدم شاهدًا خبيرًا في المحاكمة، والذي استخرج وفحص البيانات من هاتف ترمب خلال الأسابيع التي حاول فيها تقويض الانتخابات. تم الحصول على البيانات من تويتر بموجب أمر تفتيش صادر في يناير 2023.
في 18 أكتوبر 2024، أصدر سميث ما يقرب من 2000 صفحة من الأدلة. تمت إزالة معظم الصفحات بالكامل. احتوى المجلد الأول على مقتطفات من مقابلات أجرتها لجنة مجلس النواب المختارة للتحقيق في السادس من يناير ؛ والمجلد الثاني، منشورات على وسائل التواصل الاجتماعي؛ والمجلد الثالث، صور لشهادات الناخبين المزيفة الموقعة ونص مكالمة ترمب-رافينسبيرجر؛ والمجلد الرابع، مذكرات جون إيستمان لخطة لإقناع بنس رفض الشهادة بفوز بايدن، بالإضافة إلى البيانات العامة ورسائل البريد الإلكتروني لجمع التبرعات.

## لائحة الاتهام في جورجيا (أغسطس 2023)
وجهت لائحة اتهام ضد دونالد ترمب و18 آخرين في جورجيا. وتزعم النيابة العامة أن ترمب قاد "مشروع ابتزاز إجرامي"، حيث انضم هو وجميع المتهمين الآخرين "عن علم وبإرادتهم إلى مؤامرة لتغيير نتيجة الانتخابات الرئاسية الأمريكية لعام 2020 بشكل غير قانوني" في جورجيا. يواجه جميع المتهمين تهمة واحدة وهي انتهاك قانون جورجيا الخاص بالمنظمات المتأثرة بالابتزاز والفساد (RICO) ‏، والذي تصل عقوبته إلى السجن لمدة تتراوح بين خمس إلى عشرين عامًا.

### لائحة الاتهام
وجهت هيئة محلفين كبرى الاتهامات إلى ترمب و18 متهمًا آخر في 14 أغسطس 2023. وتذكر لائحة الاتهام 30 متآمرا غير متهمين. وتضمنت الاتهامات انتهاك لقانون ريكو في جورجيا. وكان الاتهام الثاني هو التحريض على انتهاك القسم من قبل موظف عام وتقديم بيانات ووثائق كاذبة إلى مسؤولين حكوميين. وتتعلق هذه الاتهامات بادعاءات حول مزاعم تزوير الانتخابات. تتضمن معظم هذه التهم أفعالاً تستهدف أعضاء الجمعية العامة لولاية جورجيا.
شملت الاتهامات كذلك انتحال صفة موظف عام والتزوير في محررات رسمية وتقديم مستندات مزورة ومحاولة ارتكاب ذلك وتقديم بيانات ووثائق كاذبة. وتتعلق هذه التهم بناخبين مزيفين يزعمون أنهم ناخبين حقيقيين ويقومون بإنشاء وتوزيع وثيقتين مزورتين: شهادة التأكد وخطاب التقديم الخاص بها. شملت الاتهامات أيضًا شهادة الزور وتقديم التصريحات والوثائق المزورة للمحققين.